# 다항식환
대수학에서 다항식환(多項式環, 영어: polynomial ring)은 어떤 주어진 환을 계수로 하는 다항식들로 구성된 환이다.

## 정의
환 {\displaystyle R}에 대한 다항식환 {\displaystyle R[x]}는 집합으로서
{\displaystyle \{p\in R^{\mathbb {N} }\colon |\{n\in \mathbb {N} \colon p_{n}\neq 0\}|<\aleph _{0}\}}
이다. 이 집합의 원소를 다항식이라고 한다. 각 원소 {\displaystyle p\in R[x]}를
{\displaystyle p(x)=\sum _{n=0}^{\infty }p_{n}x^{n}=p_{0}+p_{1}x+p_{2}x^{2}+\cdots }
으로 쓰자. 이 집합에서 덧셈
{\displaystyle p(x)+q(x)=\sum _{n=0}^{\infty }(p_{n}+q_{n})x^{n}}
은 성분에 따른 합이며, 또한 자연스럽게 좌·우 {\displaystyle R}-가군 구조가 존재한다.
{\displaystyle rp(x)=\sum _{n=0}^{\infty }rp_{n}x^{n}}
{\displaystyle p(x)r=\sum _{n=0}^{\infty }p_{n}rx^{n}}
또한, {\displaystyle R[x]}에는 다음과 같은 환의 구조가 존재한다.
{\displaystyle p(x)q(x)=\sum _{n=0}^{\infty }\sum _{k=0}^{n}p_{k}q_{n-k}x^{n}}
다변수 다항식환(多變數多項式環, 영어: polynomial ring in several variables) {\displaystyle R[x_{1},x_{2},\dots ,x_{n}]}은 {\displaystyle R[x_{1}][x_{2}]\cdots [x_{n}]}과 같다. 다변수 다항식환의 각 원소 {\displaystyle p\in R[x_{1},\dots ,x_{k}]}는
{\displaystyle p(x_{1},\dots ,x_{n})=\sum _{n_{1}=0}^{\infty }\cdots \sum _{n_{k}=0}^{\infty }p_{n_{1},\dots ,n_{k}}x_{1}^{n_{k}}\cdots x_{k}^{n_{k}}}
로 표기한다.

## 성질

### 차수
다항식 {\displaystyle 0\neq p\in R[x]}의 차수(次數, 영어: degree)는
{\displaystyle \deg p=\max\{n\in \mathbb {N} \colon p_{n}\neq 0\}}
이다. 다항식 0의 차수는 정의되지 않는다 (일부 문헌은 {\displaystyle \deg 0=-\infty } 또는 {\displaystyle \deg 0=-1}을 사용한다).
보다 일반적으로, 다변수 다항식 {\displaystyle 0\neq p\in R[x_{1},\dots ,x_{k}]}의 차수는
{\displaystyle \deg p=\max\{n_{1}+\cdots +n_{k}\colon p_{n_{1},\dots ,n_{k}}\neq 0\}}
이다.
다항식 {\displaystyle p,q\in R[x]} (또는 다변수 다항식 {\displaystyle p,q\in R[x_{1},\dots ,x_{k}]})가 주어졌고, 편의상 {\displaystyle \deg 0=-\infty }라고 하자. 그렇다면 다음 성질들이 성립한다.
- {\displaystyle \deg(p+q)\leq \max\{\deg p,\deg q\}}
- 만약 {\displaystyle \deg p\neq \deg q}라면, {\displaystyle \deg(p+q)=\max\{\deg p,\deg q\}}
- {\displaystyle \deg(pq)\leq \deg p+\deg q}
- 만약 {\displaystyle R}가 영역이라면, {\displaystyle \deg(pq)=\deg p+\deg q}

### 근
다항식 {\displaystyle p\in R[x]}의 근(根, 영어: root)은 {\displaystyle p(r)=0}을 만족시키는 환의 원소 {\displaystyle r\in R}를 뜻한다. 이 경우 {\displaystyle (x-r)^{m}\mid p(x)}를 만족시키는 최대의 정수 {\displaystyle m}을 근 {\displaystyle r}의 중복도(重復度, 영어: multiplicity)라고 한다. 중복도가 1인 근을 단순근(單純根, 영어: simple root)이라고 하고, 중복도가 2 이상인 근을 다중근(多重根, 영어: multiple root)이라고 한다.
가환환 {\displaystyle R}를 계수로 하는 다항식 {\displaystyle p\in R[x]} 및 환의 원소 {\displaystyle r\in R}가 주어졌다고 하자. 인수 정리에 따르면, 다음 두 조건이 서로 동치이다.
- {\displaystyle r}는 {\displaystyle p(x)}의 근이다.
- {\displaystyle x-r\mid p(x)}

가환환 {\displaystyle R}를 계수로 하는 다항식 {\displaystyle p\in R[x]}의 근 {\displaystyle r\in R}에 대하여, 다음 두 조건이 서로 동치이다.
- {\displaystyle r}는 {\displaystyle p(x)}의 단순근이다.
- {\displaystyle p'(r)\neq 0}

표수 {\displaystyle c}의 체 {\displaystyle K}를 계수로 하는 다항식 {\displaystyle p\in K[x]}의 근 {\displaystyle a\in K}의 중복도가 {\displaystyle m}이라고 하자. 그렇다면, 다음이 성립한다.
- 만약 {\displaystyle c\nmid m}이라면, {\displaystyle p'(x)}에 대한 {\displaystyle a}의 중복도는 {\displaystyle m-1}이다.
- 만약 {\displaystyle c\mid m}이라면, {\displaystyle p'(x)}에 대한 {\displaystyle a}의 중복도는 {\displaystyle m} 이상이다.

특히, 만약 {\displaystyle c=0}이거나 {\displaystyle c>m}이라면, {\displaystyle p(x)}에 대한 {\displaystyle a}의 중복도는
{\displaystyle m=\min\{k\in \mathbb {Z} ^{+}\colon p^{(k)}(a)\neq 0\}}
이다.
대수적으로 닫힌 체 {\displaystyle K}를 계수로 하는 다항식 {\displaystyle p\in K[x]}에 대하여, 다음 두 조건이 서로 동치이다.
- {\displaystyle p(x)}는 다중근을 가진다.
- {\displaystyle \gcd\{p(x),p'(x)\}\neq 1}

체 {\displaystyle K}를 계수로 하는 기약 다항식 {\displaystyle p\in K[x]}에 대하여, 다음 두 조건이 서로 동치이다.
- {\displaystyle p(x)}는 분해 가능 다항식이다. (즉, 대수적 폐포 {\displaystyle {\bar {K}}}에서 다중근을 가진다.)
- {\displaystyle p'(x)=0}

특히, 만약 {\displaystyle K}의 표수가 0이거나, {\displaystyle K}가 유한체라면, {\displaystyle p(x)}는 분해 가능 다항식이다.

### 환론적 성질
환 {\displaystyle R}에 대하여,
- 만약 {\displaystyle R}가 가환환이라면, {\displaystyle R[x]} 역시 가환환이다.
- 만약 {\displaystyle R}가 영역이라면, {\displaystyle R[x]} 역시 영역이다.
- 만약 {\displaystyle R}가 정역이라면, {\displaystyle R[x]} 역시 정역이다.
- 만약 {\displaystyle R}가 유일 인수 분해 정역이라면, {\displaystyle R[x]} 역시 유일 인수 분해 정역이다.
- (힐베르트 기저 정리) 만약 {\displaystyle R}가 가환 뇌터 환이라면, {\displaystyle R[x]} 역시 가환 뇌터 환이다.
- 만약 {\displaystyle R}가 체라면, {\displaystyle R[x]}는 유클리드 정역이다.

영역 {\displaystyle R}를 계수로 하는 다항식 {\displaystyle p\in R[x]}에 대하여, 다음 두 조건이 서로 동치이다.
- {\displaystyle p(x)}는 {\displaystyle R[x]}의 가역원이다.
- {\displaystyle p\in R}이며, {\displaystyle p}는 {\displaystyle R}의 가역원이다.

### 보편 성질
다항식환은 다음과 같은 보편 성질을 만족시킨다. 임의의 가환환 {\displaystyle R}, {\displaystyle S} 및 환 준동형 {\displaystyle \phi \colon R\to S} 및 원소 {\displaystyle s\in S}에 대하여, 다음 두 조건을 만족시키는 유일한 환 준동형 {\displaystyle {\widetilde {\phi }}\colon R[x]\to S}가 존재한다.
- {\displaystyle {\widetilde {\phi }}|_{R}=\phi }
- {\displaystyle \phi (x)=s}

특히, 다음 그림이 가환한다.
{\displaystyle {\begin{matrix}R&\hookrightarrow &R[x]\\&{\scriptstyle \phi }\searrow &\downarrow {\scriptstyle {\widetilde {\phi }}}\\&&S\end{matrix}}}
구체적으로,
{\displaystyle {\widetilde {\phi }}\colon p(x)\mapsto \sum _{n=0}^{\infty }\phi (p_{n})s^{n}}
이다.

## 같이 보기
- 비가환 다항식환

## 참고 문헌
- Grillet, Pierre Antoine (2007). 《Abstract Algebra》. Graduate Texts in Mathematics (영어) 242 2판. New York, NY: Springer. doi:10.1007/978-0-387-71568-1. ISBN 978-0-387-71567-4. ISSN 0072-5285. LCCN 2007928732.